# Marquesado de Arco Hermoso

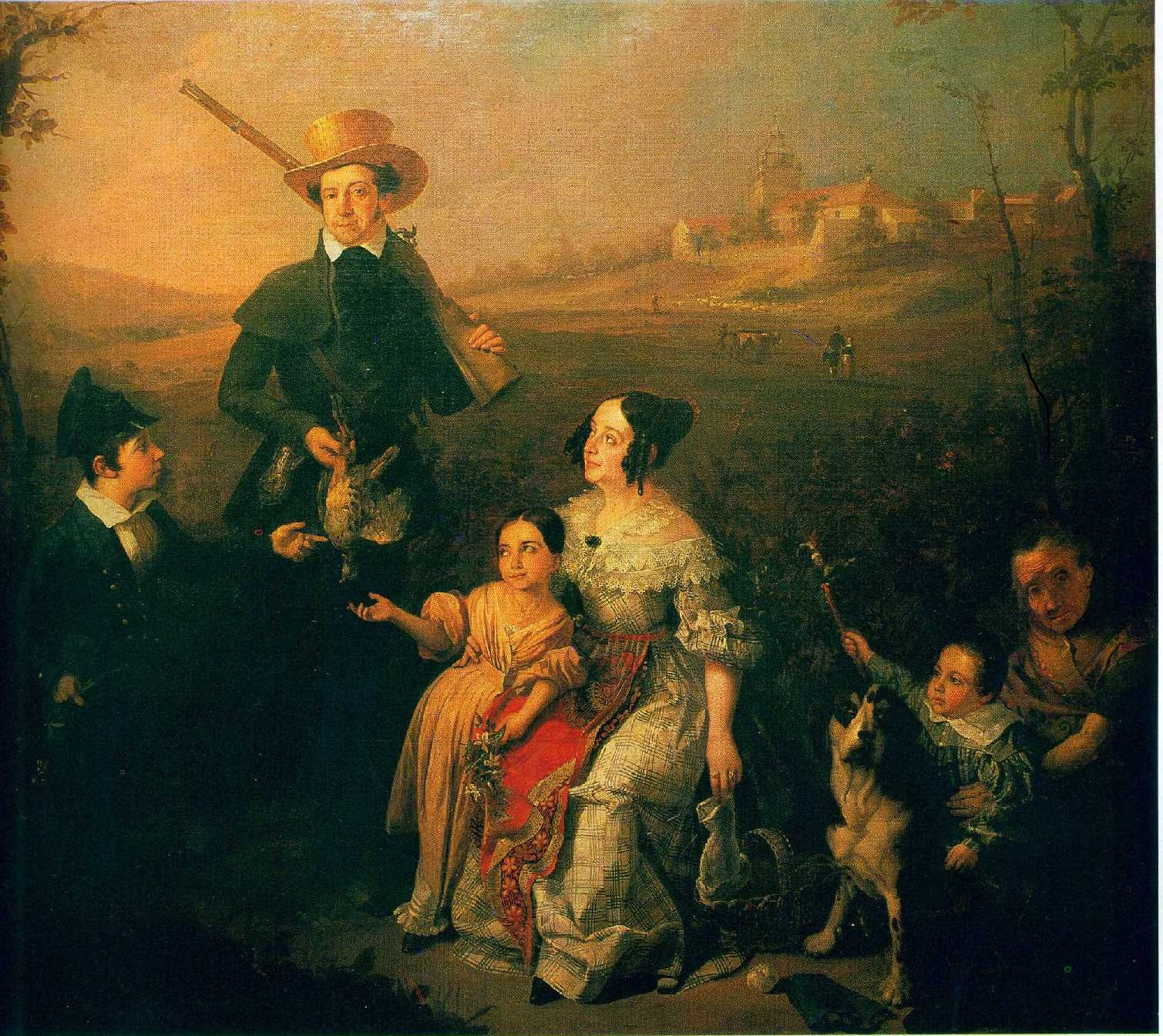
La familia del marqués de Arco Hermoso - pintado por Antonio Cabral Bejarano - 1838

 El Marquesado del Arco Hermoso es un título nobiliario español concedido por el rey Fernando VI el 27 de enero de 1757 a don Francisco Javier Ruiz del Arco y Soldevilla, Hondiz y Moreda, asistente de Sevilla y regente de su Audiencia, de orígenes familiares en la comarca de las Encartaciones de Vizcaya.
Francisco de Paula Ruiz del Arco y Ponce de León, III marqués de Arco Hermoso, fue el primer alcalde constitucional de Sevilla en 1835. Casó con la afamada novelista Cecilia Böhl de Faber y Ruiz de Larrea, más conocida por su seudónimo como escritora de Fernán Caballero. Murió joven de cólera. 
Su hermano y sucesor en el título, el IV marqués del Arco Hermoso José Ruiz del Arco y Ponce de León, aparece retratado junto a su familia en un cuadro del pintor romántico Antonio Cabral Bejarano en su hacienda de San José de Buenavista, en Alcalá de Guadaíra. Dicho cuadro está considerado una de las cumbres de la pintura romántica sevillana.
El título cambió de varonía al casar la VII marquesa del Arco Hermoso doña Cecilia Ruiz del Arco y de la Hoz, Ponce de León y Guzmán, con don Alejandro Romero y de Cepeda, de Cepeda y Nonet, II marqués de Marchelina, Gentilhombre de Cámara de Su Majestad, maestrante de Sevilla.

## Marqueses del Arco Hermoso
- Francisco Javier Ruiz del Arco y Soldevilla, I marqués del Arco Hermoso. Sucedió su hijo

- Francisco Manuel Ruiz del Arco y Utrera, II marqués del Arco Hermoso. Sucedió su hijo

- Francisco de Paula Ruiz del Arco y Ponce de León, III marqués del Arco Hermoso. Sucedió su hermano
- José Ruiz del Arco y Ponce de León, IV marqués del Arco Hermoso. Sucedió su hijo
- Francisco Ruiz del Arco y de la Hoz. V marqués del Arco Hermoso. Sucedió su hermano
- Eduardo Ruiz del Arco y de la Hoz, VI marqués del Arco Hermoso. Le sucedió su hermana

- Cecilia Ruiz del Arco y de la Hoz, VII marquesa del Arco Hermoso. Sucedió su hijo

- Ignacio Romero Ruiz del Arco, IV marqués de Marchelina y VIII del Arco Hermoso. Sucedió su hijo

- Alejandro Romero Osborne, IX marqués del Arco Hermoso. Sucedió su hijo

- Alejandro Romero Laffitte, X marqués del Arco Hermoso. Sucedió su hijo

- Alejandro Romero Parias, XI y actual marqués del Arco Hermoso (2005). Con sucesión.